# Gmina Gromadka
Die Gmina Gromadka ist eine Landgemeinde im Powiat Bolesławiecki der Woiwodschaft Niederschlesien in Polen. Ihr Sitz ist das gleichnamige Dorf (deutsch Gremsdorf) mit etwa 2100 Einwohnern.

## Geographie

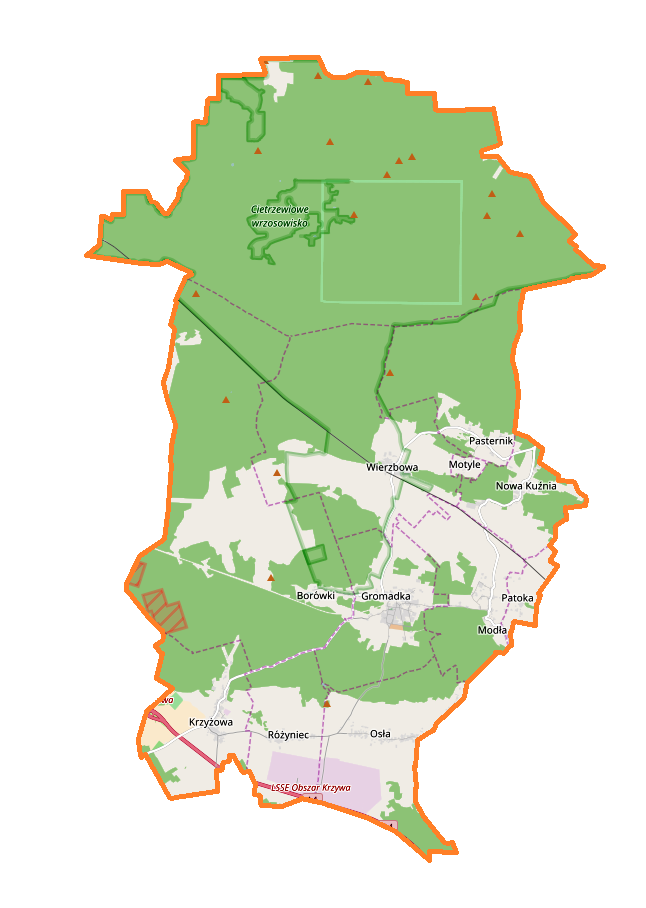
Karte der Gemeinde

Die Gemeinde liegt im Nordwesten der Woiwodschaft und grenzt dort an die Woiwodschaft Lebus. Breslau liegt etwa 80 Kilometer südöstlich und die Kreisstadt Bolesławiec (Bunzlau) 10 Kilometer südwestlich. Nachbargemeinden sind Przemków im Nordosten, Chocianów im Osten, Chojnów im Südosten, Warta Bolesławiecka im Süden, Bolesławiec im Westen und in der Woiwodschaft Lebus Szprotawa im Nordwesten.
Ihr Gebiet gehört zur schlesisch-lausitzer Tiefebene. Die Gemeinde hat eine Fläche von 267,7 km² von der 20 Prozent land- und 68 Prozent forstwirtschaftlich genutzt werden. Im Norden der Gemeinde sind Naturschutzgebiete ausgewiesen, sie gehören zum Przemkowski Park Krajobrazowy (Landschaftsschutzpark Primkenau). 

## Geschichte
Die Landgemeinde wurde 1973 aus Gromadas wieder gebildet. Ihr Gebiet kam 1975 von der Woiwodschaft Breslau zur Woiwodschaft Legnica, der Powiat wurde aufgelöst. Zum 1. Januar 1999 kam die Gemeinde zur Woiwodschaft Niederschlesien und zum wieder errichteten Powiat Bolesławiecki.

## Gliederung
Die Landgemeinde (gmina wiejska) Gromadka besteht aus elf Dörfern mit einem Schulzenamt (sołectwo; deutsche Namen, amtlich bis 1945):
- Borówki (Heidelberg)
- Gromadka (Gremsdorf)
- Krzyżowa (Lichtenwaldau)
- Modła (Modlau)
- Motyle (Ober Neuhammer)
- Nowa Kuźnia (Neuhammer)
- Osła (Aslau)
- Pasternik (Hinterheide)
- Patoka (Pohlswinkel)
- Różyniec (Rosenthal)
- Wierzbowa (Rückenwaldau)

## Verkehr
Die Autobahn A4 verläuft durch den Süden des Gemeindegebiets. Bei Krzyżowa zweigt die Autobahn A18 ab.
Bahnanschluss besteht an den Stationen Modła und Wierzbowa Śląska an der Bahnstrecke Wrocław (Breslau)–Żagań (Sagan). Die abzweigende Strecke mit den Stationen Modła Wieś und Gromadka ist stillgelegt.
Der nächste internationale Flughafen ist Breslau. Der Verkehrslandeplatz Krzywa benutzt eine Grasbahn des stillgelegten Militärflugplatzes bei Osła.

## Sehenswürdigkeiten
Die in der Denkmalliste des Narodowy Instytut Dziedzictwa (NID, deutsch Nationalinstitut für Kulturerbe) verzeichneten Kulturdenkmale sind in der Liste der Kulturdenkmale in der Gmina Gromadka aufgeführt.
- Schloss Modlau, ehemals Besitz der von Bibra